# Waldi
Ne doit pas être confondu avec Wäldi.

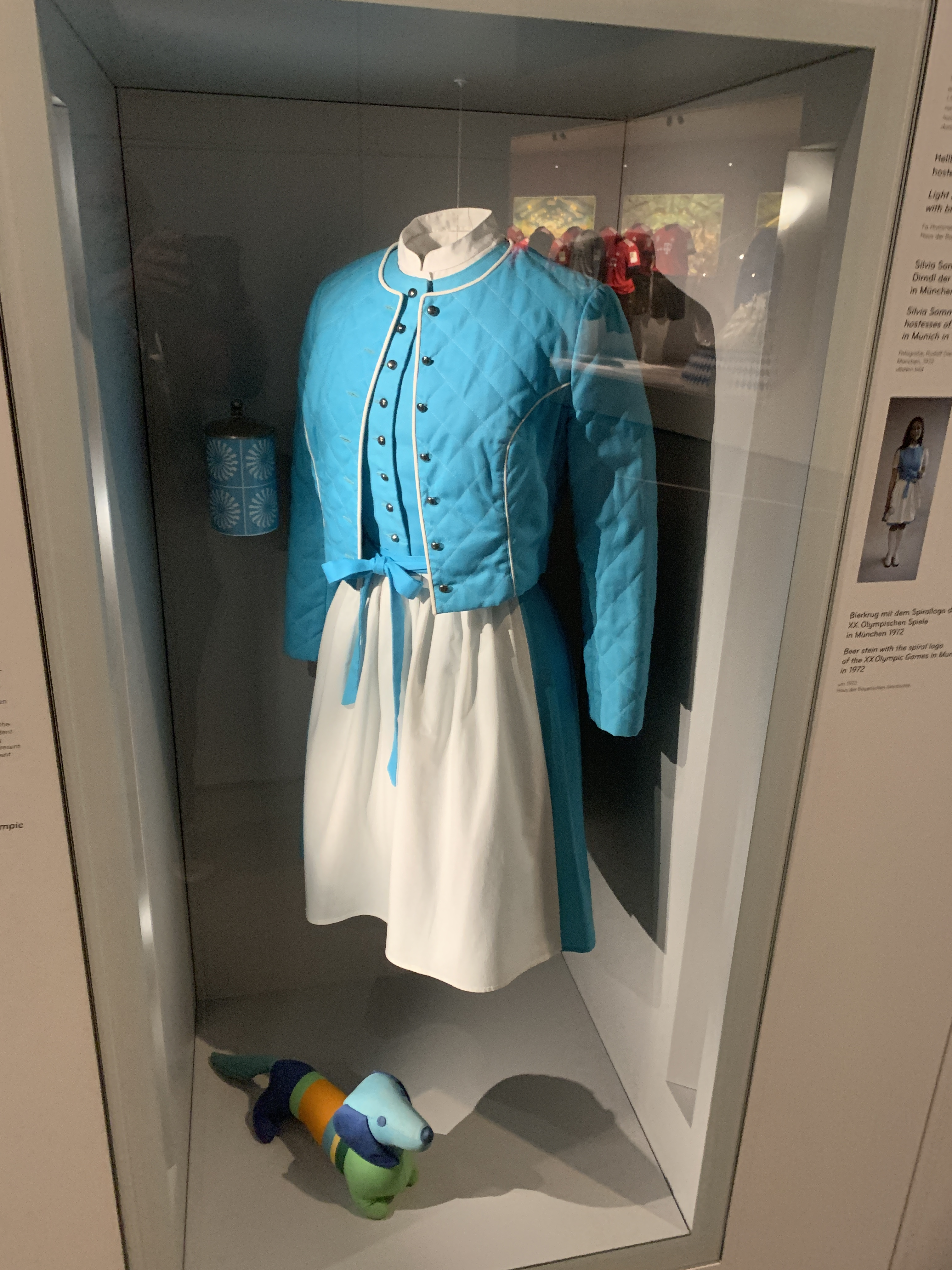
Waldi (en bas de la vitrine).

Waldi est la mascotte des Jeux olympiques d'été de 1972 qui ont lieu à Munich. C'est un teckel multicolore dessiné par Elena Winschermann, sous la direction artistique d'Otl Aicher.

## Description
Waldi est la première mascotte officielle d'une édition des Jeux olympiques. En effet, Shuss n'est que la mascotte non officielle des Jeux olympiques d'hiver de Grenoble 1968. Waldi est un teckel, chien populaire en Allemagne et particulièrement en Bavière, dont le corps est rayé d'orange, de jaune, de bleu de vert, ces trois dernières couleurs comptant parmi les six du drapeau olympique. Les couleurs sont conçues en adéquation avec le logo des jeux et la tenue des officiels. En revanche, Aicher s'opposa aux couleurs rouge et noir pour ne pas rappeler le symbole du nazisme, les Jeux de Munich étant censés faire oublier les Olympiades berlinoises de 1936.
Il a été conçu par Elena Winschermann, en même temps que le reste de l'habillage graphique des Jeux, sous la direction d'Otl Aicher, afin de représenter les valeurs de résistance, de ténacité et d’agilité,. Les premières esquisses de la mascotte datent du 15 décembre 1969 où, durant une soirée de Noël, des membres du Comité d'organisation avaient à disposition des crayons de couleur et de la pâte à modeler afin de proposer des idées de mascotte. La mascotte avait son alter ego en chair et en os, un teckel nommé Cherie von Birkenhof, offert par Willi Daume (de), président du Comité d'organisation, à Félix Lévitan, président de l'Association internationale de la presse sportive.

## Parcours du marathon
Le parcours du marathon des Jeux de 1972 reprend la silhouette de la mascotte, le départ étant donné dans la nuque du chien.

## Produits dérivés
La mascotte a été déclinée en de très nombreux produits dérivés, comme des peluches, des portes-clefs ou des affiches,.